# Відносини Німеччини та Венесуели
Відносини між Німеччиною та Венесуелою мають давню традицію і були офіційно встановлені у 1871 році. Під час перебування Ніколаса Мадуро на посаді президента відносини погіршилися, і у 2019 році Венесуела оголосила німецького посла Даніеля Крінера персоною нон-грата, однак незабаром він зміг повернутися в країну. Тісні відносини з Венесуелою продовжують підтримувати частина німецьких лівих і політична партія Die Linke.

## Історія
Німці брали участь у колонізації Венесуели ще в 16 столітті. У 1528 році імператор Карл V надав губернаторство над колонією Кляйн-Венедіг (Маленька Венеція) Вельзеру з Аугсбурга (назва Венесуели походить від Венеції). Під назвою Новий Аугсбург було засновано місто Коро як столицю цієї території. Роком пізніше Амброзій Альфінгер заснував місто Маракайбо під назвою Новий Нюрнберг. У 1535 році Георг Гормут фон Шпеєр і Філіп фон Гуттен спробували дістатися з колонії до міфічного Ельдорадо. У 1556 році іспанська корона остаточно позбавила Вельзерів губернаторства над Малою Венецією після судової суперечки.
У 17-18 століттях єзуїти з Німеччини, можливо, були присутні в іспанській Венесуелі, хоча джерела непевні. У 1799 році південноамериканська подорож Александра фон Гумбольдта розпочалася з його прибуття до Кумани. Під час Війни за незалежність у 19 столітті німецькі офіцери та найманці воювали на боці армії Симона Болівара за незалежність Венесуели, в тому числі Йоганн фон Услар. Після здобуття незалежності ганзейські міста відкрили свої представництва у Венесуелі, а наприкінці 1820-х років купець з Любека Георг Блум налагодив регулярне морське сполучення між Каракасом і Гамбургом. Німецькі купці, дослідники та мігранти оселилися в країні, а в 1843 році вихідці з Кайзерштуля заснували Колонію Товар. Німецькі іммігранти заснували культурні та освітні заклади, вивчили іспанську мову та інтегрувалися в суспільство більшості.
Північнонімецька конфедерація відкрила легацію у Венесуелі в 1868 році, яка через три роки після об'єднання Німеччини була перетворена на посольство, а в 1893 році було засновано венесуельське представництво в Німецькій імперії на чолі з Хоакіном Креспо. У 1899 році був заснований Німецько-венесуельський клуб. У 1902 році виник дипломатичний конфлікт після того, як німецькі громадяни у Венесуелі були позбавлені власності. В результаті британські та німецькі кораблі заблокували узбережжя Венесуели. Суперечка була врегульована через рік. Після Першої світової війни економічні відносини між двома країнами поглибилися, і Німеччина стала одним з найважливіших торговельних партнерів Венесуели. Під час Другої світової війни Венесуела спочатку зберігала нейтралітет, а в 1941 році остаточно розірвала дипломатичні відносини з нацистською Німеччиною. Після того, як німецькі підводні човни порушили судноплавство біля берегів Венесуели, німецькі активи в країні були експропрійовані, а німецькі установи закриті.
Після Другої світової війни 28 квітня 1954 року між Федеративною Республікою Німеччина (ФРН) та Венесуелою були відновлені дипломатичні відносини. У післявоєнний період німецькі компанії все більше активізувалися в країні, яка на той час була однією з найбагатших у Латинській Америці. Невдовзі було створено Німецько-Венесуельську торгово-промислову палату. Після закінчення дії доктрини Халльштейна Венесуела також встановила дипломатичні відносини з Німецькою Демократичною Республікою (НДР). Після об'єднання Німеччини президент Бундестагу Роман Герцог відвідав Венесуелу в 1996 році. Уго Чавес став президентом Венесуели в 1999 році і прийняв антизахідний курс у зовнішній політиці. У 2005 році він призначив німецького соціолога Бернарда Моммера своїм заступником міністра в Міністерстві енергетики та нафти.
У 2008 році Чавес напав на канцлера Німеччини Ангелу Меркель, назвавши її частиною німецьких правих, «які підтримували Гітлера». Мартін Шульц тоді назвав Чавеса «політичним нездарою». Після смерті Чавеса у 2013 році його наступник Ніколас Мадуро правив у все більш авторитарній манері, що ще більше погіршило відносини з Німеччиною. У 2019 році, після масових протестів у Венесуелі, Німеччина разом з іншими західними країнами визнала опозиційного політика Хуана Гуайдо тимчасовим президентом країни, водночас речник зовнішньополітичної партії Die Linke Андрей Гунько зустрівся з президентом Мадуро в Каракасі з «державним візитом» і висловив йому солідарність, що викликало критику в Німеччині.  Однак після того, як протести у Венесуелі вщухли, визнання Гуайдо президентом Венесуели було скасовано німецьким урядом у 2021 році.

## Економічні відносини
Між країнами існує договір щодо заохочення інвестицій та подвійного оподаткування. Однак із початком глибокої економічної кризи в Венесуелі, яка розпочалася в 2013 році, економічні зв'язки розпалися, і багато німецьких компаній відкликалися з країни. У 2016 році прямі рейси між Каракасом і Франкфуртом-на-Майні були припинені. Обсяг двосторонньої торгівлі у 2021 році становив лише 93 мільйони євро, що є часткою торгівлі з сусідньою Колумбією (2,6 мільярда євро).

## Культурні відносини
Між двома країнами існують численні культурні контакти. Серед німецьких установ, що діють у країні, Гете-Інститут, Культурна асоціація Гумбольдта, а також євангелічна та римо-католицька церкви в Німеччині. Разом з Колегіумом Гумбольдта в Каракасі в країні діє німецька школа за кордоном.

## Міграція
Починаючи з 16 століття, відбувалася німецька міграція до Венесуели, і німці заснували такі міста, як Коро, Маракайбо та Колонія Товар. Останнє поселення демонструє сильний німецький культурний відбиток аж до 21-го століття.
У 2018 році в Німеччині проживало трохи менш як 6000 венесуельців. Майже шість мільйонів венесуельців покинули батьківщину за часів правління уряду Мадуро через економічну кризу в країні, і майже 10 000 з них оселилися в Німеччині до 2020 року.

## Дипломатичні місця
- Німеччина має посольство в Каракасі.
- Венесуела має посольство в Берліні та генеральне консульство у Франкфурті-на-Майні.